# Волфратсхаузен
Волфратсхаузен (њем. Wolfratshausen) град је у њемачкој савезној држави Баварска. Једно је од 21 општинског средишта округа Бад Телц-Волфратсхаузен. Према процјени из 2010. у граду је живјело 17.749 становника. Посједује регионалну шифру (AGS) 9173147.

## Географски и демографски подаци
Волфратсхаузен се налази у савезној држави Баварска у округу Бад Телц-Волфратсхаузен. Град се налази на надморској висини од 576 метара. Површина општине износи 9,1 km². У самом граду је, према процјени из 2010. године, живјело 17.749 становника. Просјечна густина становништва износи 1.944 становника/km².

## Међународна сарадња
| Мјесто             | Држава    | Врста сарадње | Од    |
| ------------------ | --------- | ------------- | ----- |
| Ирума              | Јапан     | пријатељство  | 1987. |
| Барбезје Сент Илер | Француска | партнерство   | 1971. |
| Извор              |           |               |       |